# Duma horrida
Duma horrida (H. Gross) T.M. Schust. – gatunek rośliny z rodziny rdestowatych (Polygonaceae Juss.). Występuje naturalnie w Australii – w stanach Nowa Południowa Walia, Wiktoria, Australia Zachodnia oraz Australia Południowa. 

## Morfologia
PokrójZrzucający liście krzew dorastająca do 30–50 cm wysokości. Pokrój jest wyprostowany. Gałązki czasami są skrzydlate.
LiścieIch blaszka liściowa jest siedząca i ma równowąski kształt. Mierzy 10–50 mm długości oraz 1–2 mm szerokości, o ostrym wierzchołku.
KwiatyObupłciowe lub funkcjonalnie jednopłciowe, zebrane w kłosy przypominające pęczki, rozwijają się w kątach pędów.
OwoceTrójboczne niełupki osiągające 2–3 mm długości.

## Zmienność
W obrębie tego gatunku oprócz podgatunku nominatywnego wyróżniono jeden podgatunek:
- Duma horrida subsp. abdita (K.L. Wilson) T.M. Schust.